# 斯沃姆普頓 (肯塔基州)
斯沃姆普頓（英語：Swampton）是位於美國肯塔基州馬戈芬縣的一個非建制地區。

## 地理
斯沃姆普頓所處的海拔為高於海平面280米（即919英呎），而該地所採用的時區為UTC-5，即北美東部時區（EST）。同時該地設有夏令時間，為UTC-5調快一小時，即UTC-4（EDT）。